# Gao-Guenie (Meteorit)
Koordinaten: 11° 39′ 0″ N, 2° 11′ 0″ W
Bei dem Meteoriten von Gao-Guenie handelt es sich um einen Steinmeteoriten, der am 5. März 1960 im heutigen Burkina Faso (früher Obervolta), Provinz Ziro, zwischen den Orten Gao und Guenie[n] etwa 60–75 km nördlich der Stadt Léo (Provinz Sissili) niederging.
Der Meteorit ist zu unterscheiden vom Meteoriten Gao-Guenie (b), einem kohligen Chondriten mit einer Masse von 344 Gramm, der 2002 im Streufeld des 1960 gefallenen Gao-Guenie entdeckt wurde.

## Fall
Der Meteorit zerbrach beim Eintritt in die Erdatmosphäre infolge der Reibungshitze und der schockartigen Abbremsung in zahlreiche Bruchstücke. Die Struktur des Meteoriten weist darauf hin, dass er in drei Phasen zerbrach. Die Bruchstücke der ersten Fragmentierung bewegten sich mit hoher Geschwindigkeit weiter, wurden wieder erhitzt und zerbrach erneut. Dieser Vorgang wiederholte sich mit den dabei entstandenen Bruchstücken nochmals.

## Zusammensetzung und Herkunft
Der Meteorit stammt aus dem Asteroidengürtel und gehört der Klasse der eisenreichen H5-Chondrite an. Er enthält neben Nickel-Eisen die Minerale Olivin und Bronzit. H5-Chondrite waren während ihrer Entstehung Temperaturen von über 950 °C ausgesetzt. Dabei wurde der Aufbau der Minerale verändert, sie kristallisierten um und bildeten größere Kristalle.
Chemische Zusammensetzung: 20 % Nickel-Eisen; 78 % Silikate; 1,5 % Wasser; 0,2 % Kohlenstoff.